# Cascanar
Cascanar és un llogaret del municipi de Sencelles pròxim al límit amb el terme de Costitx i vora el Torrent de Pina, que el 2008 tenia aproximadament 30 habitants.
L'etimologia del seu topònim és pendent d'estudi, ja que les diferents propostes no han estat concloents fins ara. En l'època de dominació musulmana estava adscrit al districte de Qanarussa (un topònim que ha sobreviscut, alterat, en el mateix terme de Sencelles, amb la forma Son Arrossa. Al segle xvi tenia una extensió d'uns 5 km². Avui en dia, suscita un gran interès per tenir-hi una segona residència o, en el cas d'alguns estrangers, la seva primera.